# Koleba za Wronią
Koleba za Wronią – schron jaskiniowy w orograficznie lewym zboczu Doliny Kobylańskiej. Pod względem geograficznym jest to obszar Wyżyny Olkuskiej wchodzący w skład Wyżyny Krakowsko-Częstochowskiej, administracyjnie znajduje się w granicach wsi Karniowice w gminie Zabierzów, w powiecie krakowskim, w województwie małopolskim.

## Opis obiektu
Schronisko znajduje się w niewielkiej skałce w odległości około 80 m na południe od Wielkiej Wroniej Baszty. Jest to pozioma nyża powstała na szczelinie międzyławicowej. Jej duży otwór wejściowy częściowo został podmurowany kamieniami.
Schronisko powstało w wapieniach z jury późnej. Jego spąg przykrywają liście, skalny rumosz i glina. Jest w pełni widne i uzależnione od czynników środowiska zewnętrznego. Ze stropu w czasie deszczu cieknie woda. Na ścianach rozwijają się glony, porosty i mchy. Zwierząt nie obserwowano.
Dokumentację i plan jaskini sporządził J. Nowak w maju 2003 r.

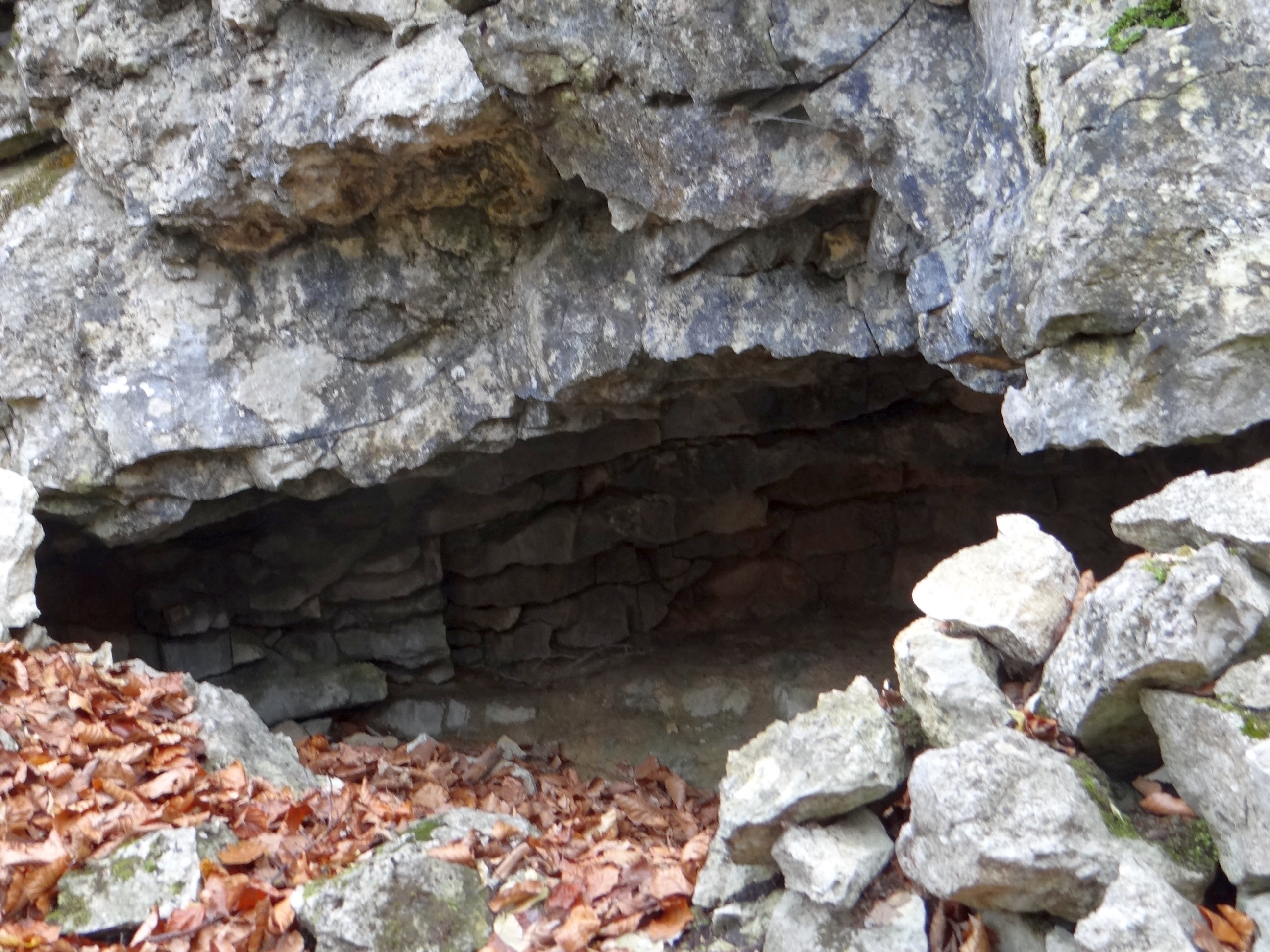